# Teoria dell'architettura

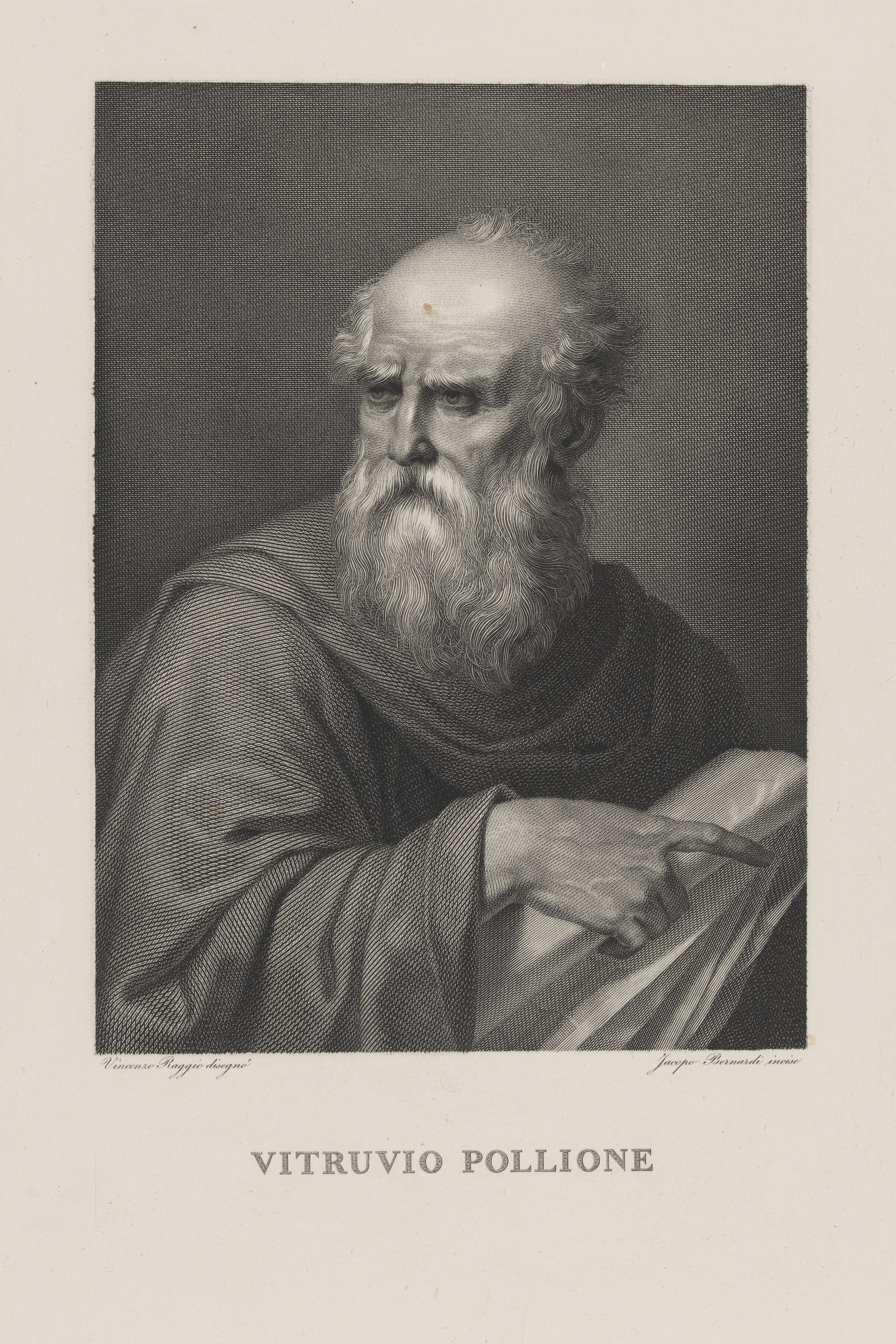
Marco Vitruvio Pollione, architetto e scrittore romano, attivo nella seconda metà del I secolo a.C., considerato il più famoso teorico dell'architettura di tutti i tempi.

La teoria architettonica è l'atto di pensare, discutere, o più importante scrivere di architettura. Come tale ha fatto parte dell'insegnamento dell'architettura, quanto meno a partire dal XVII secolo e si può dire che abbia una caratterizzazione didattica. Comunque è stata praticata non solo da teorici e insegnanti ma anche da importanti progettisti nel corso della storia. Trova la sua espressione nei trattati oltre che dalle lezioni  o dai progetti architettonici stessi, in particolare da quelli di concorso.
In queste forme la teoria architettonica esiste fin dall'antichità. A partire dal XX secolo, con i mezzi di comunicazione moderni, ha trovato molti mezzi di diffusione nei libri, riviste e periodici, pubblicati in quantità senza precedenti. D'altra parte gli stili e movimenti si formano e dissolvono molto più velocemente rispetto al passato. La teoria dell'architettura resta comunque distinta dalla storiografia relativa a tale espressione artistica, anche se non sono mancati  i contatti tra le due discipline.

## Teorici dell'architettura

### Dall'antichità al Rinascimento
- Vitruvio
- Leon Battista Alberti
- Cesare Cesariano
- Filarete
- Francesco di Giorgio Martini
- Sebastiano Serlio
- Andrea Palladio
- Vignola
- Vincenzo Scamozzi
- Ferdinando Galli Bibiena
- Guarino Guarini
- Bernardo Antonio Vittone
- Marc-Antoine Laugier
- Berardo Galiani
- Francesco Milizia
- Eugène Viollet-le-Duc
- John Ruskin
- Horatio Greenough
- Karl Friedrich Schinkel
- Gottfried Semper
- Hans Auer
- Paul Sédille
- Constantin Lipsius
- Richard Streiter

### Moderni
- Frank Lloyd Wright
- Hermann Muthesius
- Bruno Zevi
- Steen Eiler Rasmussen
- Otto Wagner
- Theo van Doesburg
- Le Corbusier
- Adolf Loos
- Raymond Unwin
- William Pereira
- Ebenezer Howard
- Serge Chermayeff
- Manfredo Tafuri
- Christian Norberg-Schulz
- Lúcio Costa

### Postmoderni
- Charles Jencks
- Aldo Rossi
- Demetri Porphyrios
- Robert Venturi

### Contemporanei
- Franco Purini
- Kenneth Frampton
- Christopher Alexander
- Corrado Levi
- Stan Allen
- Jeff Kipnis
- Rem Koolhaas
- Leon Krier
- Sanford Kwinter
- Daniel Libeskind
- Juhani Pallasmaa
- Colin Rowe
- Nikos Salingaros
- Robert Somol
- Bernard Tschumi
- Anthony Vidler
- Mark Wigley
- Peter Eisenman
- Francesco Dal Co
- Giovanna Curcio

## Alcuni deitrattati d'architetturadi teorici passati e recenti
- De architectura (15 a.C.), di Marco Vitruvio Pollione
- De re aedificatoria (1452), in dieci libri, di Leon Battista Alberti
- I Sette libri dell'architettura (1537), in sette libri , di Sebastiano Serlio
- Regola delli cinque ordini d'architettura (1562), in un libro, di Jacopo Barozzi da Vignola
- I quattro libri dell'architettura (1570), in quattro libri, di Andrea Palladio
- L'idea dell'architettura universale (1615), in sei libri, di Vincenzo Scamozzi
- L'architettura pratica (1711), di Ferdinando Galli Bibiena
- Istruzioni elementari (1760) e Istruzioni diverse (1766), in quattro libri, di Bernardo Antonio Vittone
- Principj di Architettura Civile (1771), in tre libri, di Francesco Milizia
- Dialoghi sull'architettura (1858-1872), in due libri, di Eugène Viollet-le-Duc